# Stenkumla
Stenkumla är en småort i Gotlands kommun och kyrkby i Stenkumla socken, belägen på västra Gotland cirka en mil söder om centralorten Visby.
I Stenkumla ligger Stenkumla kyrka.
Vid Stenkumla backe avrättades Konrad Petterson Lundqvist Tector vid den sista offentliga avrättningen i Sverige. Han ligger begravd på Stenkumla kyrkogård.